# Hydroxocobalamine
L'hydroxocobalamine est la forme naturelle de la vitamine B12a, produite par de nombreuses bactéries et aisément convertie par l'organisme humain en des formes biologiquement actives (méthylcobalamine et adénosylcobalamine, qui sont des cofacteurs ubiquitaires).
Elle est utilisée en pharmacie généralement sous forme de solutions stériles destinées à être injectées pour traiter les carences en vitamine B12 ou encore l'intoxication au cyanure en raison de la forte affinité de cette molécule pour les anions cyanure CN−.

## Actions
- Facteur indispensable à l'anabolisme protidique : croissance, division cellulaire[5].
- Facteur impliqué dans le métabolisme lipidique : synthèse de la myéline[5].

## Usages
L'hydroxocobalamine est utilisée comme traitement de l'anémie mégaloblastique par carence en vitamine B12 (antianémique), mais aussi comme antidote dans l'intoxication aux cyanures.

## Contre-Indications
- Anémie d'étiologie incertaine.
- Algie des cancéreux.

## Divers
L'hydroxycobolamine fait partie de la liste des médicaments essentiels de l'Organisation mondiale de la santé (liste mise à jour en avril 2013).